# برايان غريغوري
برايان غريغوري (بالإنجليزية: Brian Gregory)‏ هو لاعب كرة قدم بريطاني، ولد في 11 يناير 1955. لعب مع نادي لوتون تاون ونادي ويموث.